# NHK 하치노헤 지국
NHK 하치노헤 지국일본어: NHK八戸支局은 아오모리현 하치노헤시에 있는 NHK 아오모리 방송국의 지국 중 하나로 하치노헤를 중심으로 하는 시모기타·겐난지방에서 취재를 담당하고 있다.

## 연혁
- 1942년 6월 9일 - 하치노헤 임시 방송소, 전파 관제에 따라 방송 개시(중파, 호출 부호 없음).
- 1945년 10월 26일 - 하치노헤 임시 방송소를 하치노헤 중계방송소로 개칭.
- 1946년 9월 1일 - 하치노헤 중계방송소 콜사인을 JOHK4로 결정.
- 1948년 7월 1일 - 하치노헤 중계방송소 콜사인을 JOTQ로 변경.
- 1950년 11월 10일 - 하치노헤 중계방송소를 하치노헤 방송국으로 개칭.
- 1952년 5월 15일 - 하치노헤 방송국, 라디오 제2방송 개시(호출 부호 JOTZ).
- 1988년 7월 - 하치노헤 방송국에서 하치노헤 지국으로 격하.
- 1991년 - 하치노헤 라디오 제1· 제2 방송 콜사인 폐지.

## 챈널・ 주파수
- 라디오 제1방송　999kHz　출력 1kW　(구 콜사인：JOTQ, 지국 격하에 의해 폐지)
- 라디오 제2방송　1377kHz　출력 1kW　(구 콜사인：JOTZ, 지국 격하에 의해 폐지)